# Chyše
Chyše (en allemand : Chiesch) est une ville du district de Karlovy Vary, dans la région de Karlovy Vary, en République tchèque. Sa population s'élevait à 608 habitants en 2021.

## Géographie
Chyše se trouve à 7 km à l'ouest-sud-ouest de Žlutice, à 31 km au sud-est de Karlovy Vary et à 85 km à l'ouest de Prague.
La commune est limitée par Čichalov au nord-ouest, par Lubenec au nord-est, par Tis u Blatna à l'est, par Žihle, Manětín et Pšov au sud et par Žlutice à l'ouest.

## Histoire
La première mention écrite de la localité date de 1169. Elle a le statut de ville depuis le 22 juin 2007.

## Administration
La commune se compose de onze quartiers :
- Chyše
- Číhání
- Čichořice
- Dvorec
- Chýšky
- Jablonná
- Luby
- Podštěly
- Poříčí
- Radotín
- Žďárek

## Transports
Par la route, Chyše se trouve à 9 km de Žlutice, à 37 km de Karlovy Vary, à 53 km de Plzeň et à 95 km de Prague.